# Геологічний вік
Геологічний вік — термін, що має різні значення:
- Час, що минув від певної геологічної події, або час, коли вона відбулася. Розрізняють абсолютний і відносний вік:
  - Абсолютний вік виражається в абсолютних одиницях часу (зазвичай мільйони років); установлюється радіометричними методами.
  - Відносний вік — час тих чи інших геологічних подій в історії Землі відносно інших геологічних подій. Встановлюється на основі взаємного розташування шарів у розрізі.
- Підрозділ геохронологічної шкали, що відповідає часові утворення відкладів одного ярусу. Частина геологічної епохи. За даними радіоізотопних визначень, тривалість віків у палеозої близька до 10 млн років, а в мезозої та кайнозої — до 5—6 млн років.